# Прокляття 2
Прокляття 2 — фільм жахів 2006 року.

## Сюжет
Таємниче і нещадне прокляття досягає нову жертву — сестру дівчини, якій вдалось врятуватися від привиду закинутого будинку. Тепер багато людей загине страшною смертю, питання тільки в тому чи є сила, яка здатна буде зупинити це прокляття.